# Protracheoniscus genezarethanus
Protracheoniscus genezarethanus is een pissebed uit de familie Trachelipodidae. De wetenschappelijke naam van de soort is voor het eerst geldig gepubliceerd in 1923 door Karl Wilhelm Verhoeff.